# Neuroleon (Neuroleon) punjabensis
Neuroleon (Neuroleon) punjabensis is een insect uit de familie mierenleeuwen (Myrmeleontidae), die tot de orde netvleugeligen (Neuroptera) behoort. De soort komt voor in Pakistan.